# Bembidion caeruleum
Bembidion caeruleum är en skalbaggsart som beskrevs av Audinet-serville 1821. Bembidion caeruleum ingår i släktet Bembidion, och familjen jordlöpare. Arten har ej påträffats i Sverige.